# Технічний Альянс
Технічний Альянс — об'єднання вчених, сформоване наприкінці Першої світової війни (зима 1918-1919), було однією з перших експертних центрів Америки. Їх основним завданням був Огляд енергії Північної Америки (The Energy Survey of North America). У 1933 році ця задача була виконана, і Альянс був розформований. Технічний альянс був попередником Technocracy Inc, і їхні результати та інформація були видані Technocracy Inc, як Курс вивчення технократії (The Technocracy Study Course).

## Проект Технічного альянсу
Технічний альянс виміряв і оцінив кількість природних ресурсів ґрунту, металів, палива, гідрології та її ресурсів енергії, транспорту і комунікацій, здібностей будівництва, його індустріальній і технологічній продуктивної здатності; доступний науковий потенціал, розробки, навчений персонал - все, щоб визначити, чи могла б область Північної Америки забезпечувати справедливо індивідуалізований досить високий рівень життя для її населення, і якщо так, то як це могло бути організоване у формі керуючого органу, який вони пізніше згадали як технат.
Віллард Гіббс розвинув «Теорію детермінантів енергії» («Theory of Energy Determinants»), що також є векторним аналізом, який, згідно Говарду Скотту, сформував підставу з визначення експлуатаційного динамічного з функціонального соціального проекту в континентальному масштабі для Північної Америки. Розвиток термодинамічної підходу Гіббса привело до концепції розрахунку енергетичних потреб (Energy Accounting) яка передбачалася Технічним альянсом. Скотт посилався на Гіббса як на людину, яка зробила можливою концепцію енергооріентірованной економіки, використовуючи розрахунок енергетичних потреб. 

## Члени Технічного альянсу
- Говард Скотт Джентрі
- М.Кинг Хьюберт
- Фредерик Л. Аскерман
- Карл И. Алсберг
- Аллен Карпентэр
- Л.К. Комсток
- Стюарт Чейз
- Элис Барровз Фернандес
- Бассэт Джонс
- Бэнтон Маккой
- Лиланд Олдс
- Чарльз П. Стэйнметс
- Ричард Ч. Толман
- Джон Керол Ваугнан
- Торстэйн Веблен
- Чарльз Витакер
- Саливан Джонс